# Ernest Mercier (industriel)
Pour les articles homonymes, voir Ernest Mercier.
Ernest Mercier (Constantine, Algérie, 4 février 1878 - Paris, 11 juillet 1955) est un industriel français qui créa et dirigea la Compagnie française du pétrole (CFP), ancêtre du groupe pétrolier français TotalEnergies.

## Biographie
(octobre 2022).
Si vous disposez d'ouvrages ou d'articles de référence ou si vous connaissez des sites web de qualité traitant du thème abordé ici, merci de compléter l'article en donnant les références utiles à sa vérifiabilité et en les liant à la section « Notes et références ».

### Jeunes années et guerre de 1914
Ernest Frédéric Honorat Mercier est né le 4 février 1878 à Constantine, ville d'Algérie alors française.
Son grand-père, Stanislas Mercier, est un républicain protestant[réf. souhaitée] originaire du Doubs qui quitta la métropole pour s’établir en Algérie. Son père Jean Ernest Mercier (1840-1907), maire radical de Constantine et historien de l'Afrique du Nord, a cinq enfants. Son fils homonyme Ernest est le troisième de la fratrie. Admis à Polytechnique en 1897, le jeune homme opte à sa sortie pour une carrière dans le corps des ingénieurs du génie maritime. Il est affecté au port de Toulon dont il modernise les installations, notamment le réseau électrique. Pour se perfectionner, il suit entre 1905 et 1908, les cours de l’École Supérieure d’Électricité. Il épouse en 1904 Madeleine Tassin (1881-1924), la fille de Pierre Tassin, sénateur républicain. Il est alors remarqué par Albert Petsche et quitte l’administration pour le secteur privé électrique.
Pendant la Première Guerre mondiale, mobilisé dans les troupes de marine, il combat dans les Balkans et les Dardanelles. Pour Kuisel, c’est quelqu’un qui a l’ « esprit du front ». Blessé d'un éclat d'obus au pied alors qu’il commande sur le Danube des troupes roumaines, il est rapatrié à Paris où il devient l’agent de liaison de Louis Loucheur, ministre de l’Armement de Georges Clemenceau, avec les généraux Ferdinand Foch et Philippe Pétain ainsi qu’avec les troupes américaines. Après guerre, pour les Anglo-Américains, il demeure le colonel Mercier. Quand Louis Loucheur est nommé ministre des Zones libérées, Mercier le suit et s’occupe des usines allemandes dépendant de la commission de contrôle militaire.

### L’industriel de l'électricité et du pétrole
Les deux grands secteurs où il va être actif, l’électricité et le pétrole, sont à la fois alors les plus nouveaux, et ceux qui, dans les années 1920, vont le plus tirer l’économie française.
En 1919, il joue un rôle clef dans la fondation de l’Union d’électricité qui unit diverses petites sociétés de la région parisienne. Il la préside ainsi que la Société lyonnaise des eaux et de l'éclairage. Dans l'entre-deux-guerres, il est un acteur important du domaine de l'énergie électrique en France, à travers le Groupe de Messine, construisant centrales thermiques et barrages hydro-électriques. Il conçoit l'usine d'électricité de Gennevilliers, qui est la première supercentrale européenne. Il sera aussi le PDG de la société Alsthom de 1933 à 1940.
En 1923, il est chargé par Raymond Poincaré sur la suggestion de Louis Pineau, son conseiller aux affaires pétrolières et de Louis Loucheur, ministre de la Reconstruction, de dynamiser et de restructurer le secteur pétrolier en bâtissant une entreprise d’une taille suffisante pour être l’opérateur de référence dont le pays avait besoin. En effet, la guerre et le développement des transports mécaniques ont montré à la fois l’importance stratégique de ce secteur et la faiblesse de la France dans ce domaine. La Compagnie française des pétroles (CFP) est fondée en mars 1924. Une loi votée en 1931 donnera 35 % de son capital, alors entièrement privé, à l’État, mais Mercier se satisfera d’avoir réussi à éviter une loi donnant à ce dernier un contrôle total sur l’entreprise. À partir de son premier actif, 25 % des parts de la Turkish Petroleum Company (TPC), la CFP se développe grâce à l’exploitation de pétrole près de Kirkouk en Irak, puis en Colombie et au Venezuela. La CFP avait aussi des intérêts en Roumanie (Steaua Roumania). Il renforce l’intégration verticale de son groupe en construisant des moyens de transport pétrolier maritime et les raffineries de Normandie  à Gonfreville-l'Orcher, près du Havre et de Provence à La Mède, près de Martigues. Il fut forcé à la démission en novembre 1940.

### L'industriel engagé
En décembre 1925, il fonde le Redressement français, un mouvement patronné par le maréchal Foch destiné à « rassembler l’élite et éduquer les masses » . Ce mouvement avait deux grands objectifs : faire adopter par la France ce que nous appelons un mode de régulation fordiste (forte productivité, salaires élevés et consommation de masse) et moderniser les institutions et la vie politique, dans un sens très anti-parlementaire. Si ses idées économiques ainsi que politiques étaient appelées à un grand avenir, dans l’entre-deux-guerres, il ne réussit à convaincre ni les autres patrons (trop malthusiens) ni les hommes politiques. Il faut dire que sa vision élitiste de la technocratie, issue de sa formation à Polytechnique et de l’influence du maréchal Lyautey, avait des aspects qui pouvaient et peuvent encore susciter des réserves même si elle est devenue maintenant dominante.
Un troisième objectif du Redressement Français, plus discret, fut de financer les candidats à la Chambre des députés représentant la droite nationaliste la plus dure, en réunissant des fonds issus du grand Patronat. Le peu de succès de son entreprise, sa mise en cause dans les émeutes anti-parlementaires du 6 février 1934, qu’il décrivit comme la victoire de l’« esprit du front » , l’échec du gouvernement d’union nationale de Gaston Doumergue (novembre 1934) dont il attendait beaucoup, furent certainement des éléments qui le conduisirent à dissoudre, en 1935, le Redressement français. Il cesse alors d’être le porte-parole  des polytechniciens modernisateurs ce rôle passant, d'une certaine manière, à Louis Marlio et à Auguste Detœuf autour de la revue Nouveaux Cahiers.
Il continue à être actif dans le domaine de la politique étrangère. À la mort de Louis Loucheur, en 1931, il prend la tête du comité français Pan-européen. En 1932, un comité d’experts se réunit sous les auspices du Redressement français et préconise une alliance avec l’Angleterre pour faire pression sur les Allemands. En 1934, il préconise un rapprochement avec l’URSS de manière à encercler l’Allemagne. C’est dans cette optique, semble-t-il, qu’il a donné une conférence sur la Russie en 1936 au Centre polytechnicien d’études économiques qui poursuivit l’œuvre du groupe X-Crise. Il est l'un des organisateurs de la Conférence mondiale de l'énergie tenue en 1936. Si, en 1938, il participe encore au colloque Walter Lippmann, il n’y a, semble-t-il, aucun rôle actif, et peut-être a-t-il été surtout attiré parce que les problèmes y étaient abordés dans une optique qui dépassait le cadre français.

### La Seconde Guerre mondiale et après
En mai 1940, l’ambassadeur américain à Paris lui demande d’organiser la distribution de l’aide offerte par la Croix Rouge américaine. Même si le régime de Vichy compte d'anciens membres du Redressement français comme Raphaël Alibert (ministre de la justice) ou Hubert Lagardelle, Ernest Mercier ne collabore pas. Il pensait que c’est en partie par vengeance que Yves Bouthillier, un ancien du Redressement français alors ministre des finances, avait créé une législation limitant le nombre de postes d’administrateur qu’une personne pouvait occuper, qui le força à quitter la CFP. Ayant épousé en secondes noces en 1927 Marguerite Dreyfus, la nièce d’Alfred Dreyfus, il fut également l'objet d’attaques antisémites, poursuivi par la haine que lui portait son ancien collaborateur Alibert, proche du maréchal Pétain. Il n’échappa à la déportation que parce que, le jour où il devait être arrêté, il était hospitalisé victime d'un empoisonnement du sang. Il fit partie par la suite du même réseau de résistance que l’architecte Auguste Perret et André Siegfried.
En novembre 1944, il participe à la conférence de Rye, réunion d’hommes d’affaires internationaux désireux de faire « une étude préliminaire des bases économiques de la paix ».
En 1946, quand les compagnies d’électricité qu’il a dirigées sont nationalisées pour former l’EDF, sa carrière de dirigeant d’entreprise prend fin. Il continue toutefois à présider la branche française de la Chambre de commerce internationale et siège au conseil d’administration de diverses sociétés, dont la Compagnie du Canal de Suez et la Société alsacienne de constructions mécaniques (vice-président). Il est vice-président du Centre des hautes études américaines.
En tant qu’ingénieur il poursuit des recherches sur les turbines électriques. Il est nommé vice-président de l'Académie de marine et grand officier de la Légion d'honneur. Ernest Mercier meurt le 11 juillet 1955 à Paris. Ses archives personnelles sont déposées aux Archives nationales.
Il avait épousé Madeleine Tassin, fille de Pierre Tassin, puis Marguerite Dreyfus, veuve d'Adolphe Reinach, fille de Mathieu Dreyfus et de Suzanne Schwob.